# Vester Hassing Gymnastikforening
{{{1}}}
Vester Hassing Gymnastikforening eller Vester Hassing GF er en dansk gymnastik- og idrætsforening fra Vester Hassing i sydøst Vendsyssel. Foreningen har pr. 2017 ca. 800 medlemmer.
Klubben har hjemsted i Vester Hassing Hallen og har indendørs adgang til sportshal, gymnastiksal, multisal, cafeteria, møde- og omklædningsfaciliteter. Udendørs er der adgang til boldbaner, bane med lysanlæg, rundbane og asfaltbane.

## Historie
Vester Hassing Gymnastikforening er etableret den 18. december 1925 som en gymnastikforening med 144 medlemmer. Året efter i 1926 blev fodbold tilføjet til klubaktiviteterne. Efter Gymnastik og fodbold er aktiviteterne senere blevet udvidet med håndbold, badminton, volleyball og bordtennis. 
Foreningen VHG’s Venner er Vester Hassing Gymnastikforenings støtteforening, den blev stiftet i 1979.

## Idrætsafdelinger

### VHG Fodbold
Seniorafdelingen spiller med hold i serie 2, 5 og 6 hold. 

### VHG Gymnastik
Klubben driver 18 forskellige hold.

### VHG Håndbold
Klubben har syv hold, førsteholdet spiller i serie 1.

### VHG Badminton
Klubben har otte hold, førsteholdet spiller i serie 3.

### VHG Volleyball
Klubben har fire hold.

### VHG Bordtennis
Er opdelt i ungdom og senior.